# Nižnjaja Baicha
La Nižnjaja Baicha (in russo Нижняя Баиха?, Baicha Inferiore) è un fiume della Russia siberiana occidentale, affluente di destra del Turuchan. Scorre nel Turuchanskij rajon del Territorio di Krasnojarsk.
Il fiume scorre lungo il bordo orientale del bassopiano della Siberia occidentale, nella pianura del Turuchan (Туруханская низменность) e scorre prevalentemente in direzione settentrionale, parallela al corso dello Enisej. Sfocia nel Turuchan a 71 km dalla foce. Ha una lunghezza di 608 km e il suo bacino è di 8 070 km².
I suoi maggiori affluenti sono la Bol'šaja Čeremuchovaja (lungo 128 km) e il Mėrkyky (o Merche-Ky, 192 km) provenienti ambedue dalla sinistra idrografica.